# Francis (Utah)
Francis é uma cidade  localizada no estado norte-americano de Utah, no Condado de Summit.

## Demografia
Segundo o censo norte-americano de 2000, a sua população era de 698 habitantes.
Em 2006, foi estimada uma população de 889, um aumento de 191 (27.4%).

## Geografia
De acordo com o United States Census Bureau tem uma área de
4,6 km², dos quais 4,6 km² cobertos por terra e 0,0 km² cobertos por água. Francis localiza-se a aproximadamente 2000 m acima do nível do mar.

## Localidades na vizinhança
O diagrama seguinte representa as localidades num raio de 16 km ao redor de Francis.